# Casa de Cardona
La casa de Cardona (o folch de Cardona) es una casa nobiliaria española, originaria de la Corona de Aragón, concretamente de Cataluña. Fue la segunda casa aragonesa más importante después de la casa real, y ostentaron la dignidad de grandes condestables de Aragón y duques de Cardona.

## Orígenes e historia

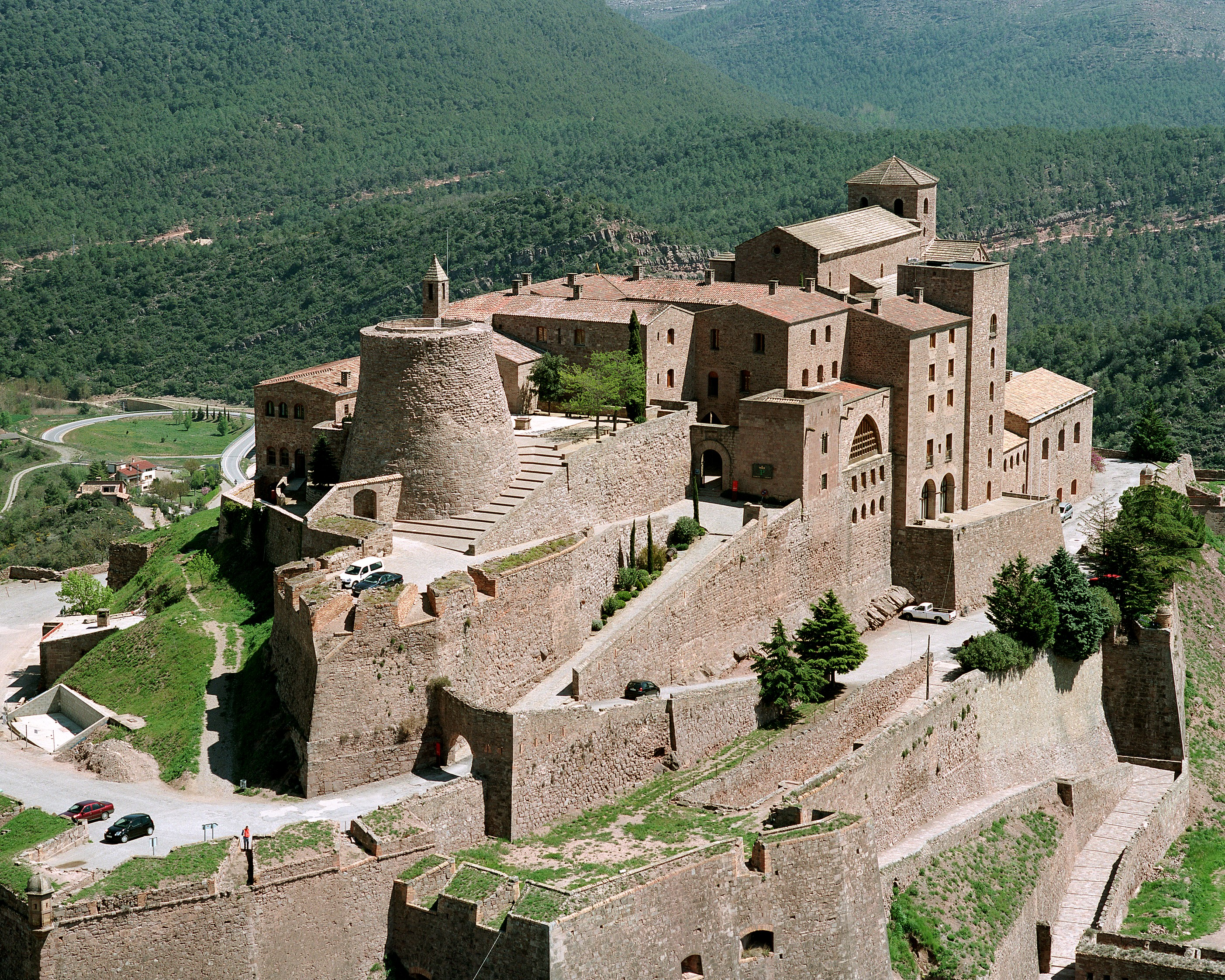
El castillo de Cardona.

De antiquísimo origen, los Folch de Cardona se vanagloriaban de descender de la casa real francesa. Según los historiadores del linaje del siglo XVII, el mismo Carlomagno donó a los Folch, descendientes de un mítico Folch de Anjou (o Fulco, conde de Anjou), marido de Argencia, hermana del emperador, el señorío sobre la ciudad catalana de Cardona.  .
El primer representante de la Casa sería Ramón Folch, o Raimundo Folch, (hijo de Fulco y Argencia) que siguió a Carlomagno hasta Cataluña durante la guerra contra los moros y que en el 791 fue nombrado por el emperador Señor de Cardona, pero sería el hijo de éste, Ramón Folch I, quien fuese nombrado Vizconde de Cardona por los Condes de Barcelona. Existe confusión sobre este hecho, pues en la obra de Pujades se dice que según P.Felipe de Guimerá fue el propio Carlomagno quien concedió el título de vizconde (p.340).
El origen histórico de los Cardona está ligado al cargo vizcondal de Osona, del cual se tiene noticia desde finales del siglo IX, siendo el año 879 la primera fecha en la que se tiene noticia de un vizconde de Osona.  No tenemos la seguridad de que estos primeros vizcondes de Osona compartan lazos de sangre con los posteriores titulares del cargo vizcondal hasta el año 911, momento en el que tenemos por vez primera documentado al vizconde Ermemir (911-929) en el testamento del conde Guifré II de Barcelona, quien le cita entre sus albaceas testamentarios  En el 986 el conde Borrell II de Barcelona realiza una carta de población a Cardona, poniendo a sus habitantes bajo el patrocinio y protección del vizconde Ermemir II (961-987), nieto de Ermemir I, hijo del vizconde Guadall I (938-978)y hermano del vizconde Ramon I (977-1010 )y de Arnulf (977-1010), obispo de Vic y figura notable de su tiempo.
Desde sus primeras apariciones documentales, los vizcondes de Osona-Cardona juegan un rol fundamental en la política catalana.  Sus nombres aparecen de forma reiterada junto a los condes de Barcelona y Urgell en compras, ventas, pleitos y donaciones que los distintos condes realizan en el condado de Osona.  El cargo vizcondal de Osona-Cardona es, desde el año 911, un título asociado a esta misma familia.

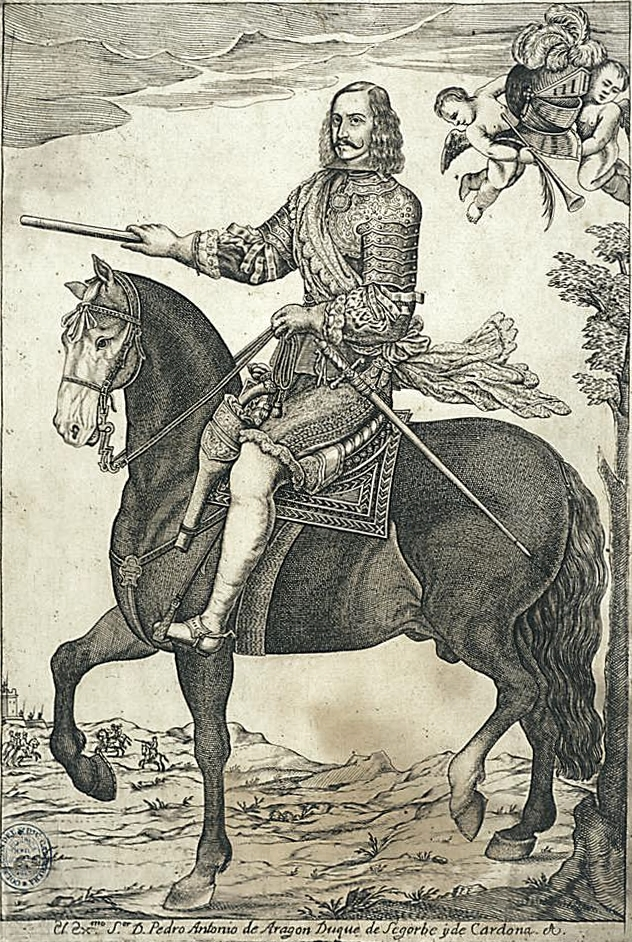
Pedro Antonio de Aragón en un grabado de la Biblioteca Nacional (1671).

Desde la generación del vizconde Guadall I hasta la muerte de Ramon Folc I (c. 1040-1086) hubo siempre un vizconde cuyo hermano fue obispo de alguna sede episcopal catalana.  Así, el obispo Guisad I de Urgell (943-978) era hermano del vizconde Guadall I, igual que el obispo Arnulf lo era de los vizcondes Ermemir II y Ramon I, que el obispo Eribau de Urgell (1005-1041) lo era de los vizcondes Bermond I (1005-1030) y Folc I (1005-1040), o que Ramon Folc I lo era del obispo Folc II de Barcelona (c.1041-1099).  Las prácticas sucesorias de la familia durante estas cuatro primeras generaciones han sido bien: se trata de un sistema sucesorio en el que los hermanos de la misma generación suceden a sus hermanos mayores en el cargo vizcondal (y en la gestión del patrimonio familiar) quedando el matrimonio reservado únicamente para el último hermano y heredero, que será quien trasmita finalmente el cargo y la totalidad de la herencia a sus descendientes.  Este sistema -del cual existen otros ejemplos en otras regiones de Europa- permitió a los Cardona incrementar de forma acumulativa su patrimonio territorial en la Cataluña central sin segmentaciones patrimoniales destacadas. Ya a mediados del siglo XI este patrimonio era ingente (más de 25 castillos en época de Ramon Folc I) y se hallaba organizado alrededor de varios núcleos patrimoniales principales:  el norte del condado de Osona, la villa de Cardona y su territorio de influencia, y los castillos de frontera ubicados a ambas orillas del río Anoia.  La administración de este patrimonio empujó al linaje a desarrollar estrategias organizativas vinculando la gestión de sus castillos a familias y linajes fieles a su casa. La casa mantuvo siempre la denominación de Cardona pese a que cambió dos veces de baronía. La baronía es Claramunt desde Bernardo Amat (c. 1103, p. 53 de els Barons) y Pallars desde el hijo de su bisnieta Anglesa y Ramón V de Pallars Jussà, Guillermo de Cardona. No hereda el condado de Pallars Jussá, porque Ramón tenía una hija, Valença, de su anterior matrimonio. En 1054 el vizconde Ramon Folc I de Cardona daba ya una lista de "omnes meos castellanos" en su primer testamento conocido.  Entre 1054 y 1086 el mismo vizconde dirigió la creación de un cuarto núcleo patrimonial alrededor del castillo de Maldà.  Cuando murió defendiendo esta plaza de los ataques de los almorávides en 1086, su familia señoreaba sobre más de 25 castillos repartidos por estos cuatro espacios patrimoniales.
Entre el siglo XI y el XV los Cardona -vizcondes primero, luego condes y finalmente duques- dieron al país guerreros, almirantes, eruditos, abades, obispos, cardenales de la curia romana, diplomáticos y consejeros reales.
Durante su etapa fundacional catalana los vizcondes de Osona-Cardona mantenían importantes castillos, como los de Tagamanent, Brull, Savassona, Rupit y Casserres.  En este último lugar fundaron un importante monasterio en el siglo XI que fue favorecido repetidamente por el patrocinio de la familia y cuya iglesia, en el momento de su construcción, contaba con la nave central de mayor amplitud de todo el Mediterráneo.  Especialmente importante en esta época fue la relación de las vizcondesas del linaje con el mencionado monasterio.  Comenzando con la intervención de las vizcondesas de Osona Ermetruit y Engonça, la mayoría de las mujeres de la familia Cardona lo protegieron y se hicieron enterrar entre los muros de este monasterio.  La vizcondesa Almodis de Barcelona (esposa del vizconde Bernardo Amat (de Claramunt olim de Cardona) e hija del conde Ramón Berenguer III de Barcelona) fue la última dama de los cardona que se hizo enterrar allí, en el año 1131.  Su hijo Ramon Folc II será el último vizconde de Cardona que encontró reposo en Casserres, en 1150. 
La buena relación de este linaje con los condados pirenaicos (Urgell, Pallars, Castellbò) con cuyos condes les unían lazos de sangre, se hizo desempeñar tradicionalmente un papel de intermediarios entre la Corona y los condados de la Cataluña occidental, evitando gran número de conflictos pero aprovechando también su rol durante las continuas disputas condales para incrementar su patrimonio y su poder.  Este rol, su ingente patrimonio, pero también el control directo sobre las minas de sal mineral más importantes de occidente convirtió a los Cardona en la familia más influyente y poderosa del escenario catalán, por detrás únicamente del linaje real de Aragón.
Obtuvieron también la Baronía de Castellfollit, la de la Riobregón, de Cardona, la de Odena de Cardona, la de Claramunt de Cardona y la de Cardona de Orpí.</ref>
Por la situación geográfica del vizcondado de Cardona, en el centro geográfico de Cataluña, los Cardona van a unirse por estrechos lazos de sangre con casi todas las grandes casas catalanas, especialmente con las de los condados occidentales y pirenaicos, por lo que van a servir de intermediarios entre la corona y aquellas.
En 1375 los Cardona fueron elevados por el rey Pedro IV de Aragón al título de condes siendo el primer conde de Cardona Hugo Folch I, considerado el fundador de la rama catalana de la familia. Finalmente, el 17 de abril de 1491, Juan Raimundo IV Folch de Cardona es hecho duque de Cardona por el rey Fernando "el Católico".
La familia Cardona era una de las pocas que transfería el título tanto por línea masculina como femenina. Este privilegio fue concedido por el emperador en virtud de su importancia histórica y por estar emparentados con las familias reales de Aragón, Navarra y con los soberanos de la Casa de Anjou, a través del matrimonio de Hugo II, vizconde de Cardona, con Blanca de Ampurias, hija de Ramón Berenguer de Aragón y Anjou, que a su vez era hijo del rey Jaime II de Aragón y de Blanca de Anjou, hija del rey Carlos II de Nápoles. De este modo, la transmisión de títulos por vía femenina favoreció la progresiva castellanización de la Casa, hecho que se culminó en el siglo XVII cuando sus títulos fueron absorbidos por la casa ducal de Medinaceli
En 1543, la casa ducal de Cardona quedó sin descendencia masculina tras la muerte de don Fernando de Cardona y Enríquez, II duque de Cardona. Heredó el título su hija, doña Juana de Cardona y al casarse ésta con Alfonso de Aragón y de Sicilia, II duque de Segorbe (1489-1562), descendiente de los Trastámara aragoneses, quedaron unidas las dos grandes casas, cuyos descendientes pasaron a denominarse desde entonces Folch de Cardona y Aragón Pero de nuevo el sucesor de los títulos, Francisco Folch de Cardona y Aragón, III duque de Segorbe y IV conde de Cardona, murió sin descendencia en 1575 pasando, por ello dichos estados, no sin abundantes y largos pleitos a su hermana, Juana de Aragón Folch de Cardona, por entonces casada con Diego Fernández de Córdoba, III marqués de Comares. De esta forma las Casas de Cardona y Segorbe recayeron en la tercera gran línea de los Fernández de Córdoba, marqueses de Comares. El sucesor de los títulos fue Luis de Aragón Folch de Cardona y Córdoba (1557-1596) quien, sin embargo, murió antes que sus padres. De su matrimonio con Ana Enríquez de Cabrera y Mendoza, hija de Luis Enríquez de Cabrera, VII almirante de Castilla, nació en 1588, Enrique Ramón de Aragón Folch de Cardona (1588-1640), que era además quinto nieto del rey Fernando I de Aragón. Enrique heredó la Casa de Comares con todos sus títulos cuando tenía solo trece años, tras fallecer su abuelo paterno, Diego Fernández de Córdoba (1601). Con 18 años (1608) heredó los títulos de su abuela paterna Juana, siendo, por tanto, V duque de Segorbe, VI de Cardona y IV marqués de Comares.
Don Enrique llevó a cabo una difícil carrera política bajo Felipe IV como consejero de Estado y como virrey de Cataluña antes y durante el inicio de la rebelión del principado. Don Enrique fue virrey de Cataluña en tres ocasiones: 1630-1632; 1633-1638; y en 1640), tras la muerte del anterior virrey Santa Coloma durante el Corpus de Sangre.
El nombramiento del duque como nuevo virrey pareció a la Corte el único medio de salvar la autoridad real en Cataluña, pero don Enrique que había llegado a Barcelona el 19 de junio, de donde salió al día siguiente hacia el Rosellón, murió dos días después (22 de julio).
Luis de Aragón Folch de Cardona, primogénito del duque Enrique, le sucedió en sus estados con el título de VI duque de Segorbe y VII de Cardona. Al morir en 1670, fue sucedido efímeramente por su hijo, Joaquín Folch de Cardona y Aragón (1667-1670), quien sólo tuvo posesión del título por espacio de casi tres meses cuando le sobrevino la muerte sin haber aún cumplido los tres años de edad.
A la muerte del duque-niño, su madre, Teresa de Benavides Dávila y Corella, hija única del VIII conde de Santisteban del Puerto, fue declarada tenutaria de los estados de la Casa hasta que esposó al duque de Frías, cuando le opuso pleito el hermano del VI duque y tío del VII duque, Pedro Antonio de Aragón, y la hermanastra mayor de Joaquín y también sobrina de Pedro Antonio, Catalina Antonia de Aragón, VIII duquesa de Lerma.
Pedro Antonio de Aragón, por entonces aún en Nápoles donde ejercía como virrey, se titularía duque de Cardona y de Segorbe. Pero su sobrina Catalina Antonia, mujer del duque de Medinaceli, le disputaría los títulos e incoaría un largo pleito por la sucesión de los estados de Cardona y de Segorbe que ganará ella en 1675, títulos que sumados a parte de los estados de la Casa de Denia-Lerma heredados de su madre, dieron lugar a la mayor concentración patrimonial del siglo XVII. Pedro Antonio de Aragón trató de evitar lo que ya había ocurrido en otros momentos de la historia: que los títulos se transmitieran por vía femenina y que "la casa de sus padres pasara a otra línea", en palabras de Pascual de Aragón (hermano de Pedro Antonio). Pedro Antonio de Aragón fue el último varón de la línea de los Fernández de Córdoba al morir sin sucesión en 1690.
Así fue como a partir de 1670 la doble Casa Ducal de Cardona-Segorbe pasaba definitivamente al patrimonio de los Medinaceli, hasta que en 1949 Luis Fernández de Córdoba, XVII duque de Medinaceli y XIX duque de Cardona, se lo cede a su tercera hija Casilda Fernández de Córdoba, que será la XX duquesa de Cardona y en 1998 lo hereda su hija y actual titular Casilda Fernández de Córdoba, XXI duquesa de Cardona.

## Escudo de Armas

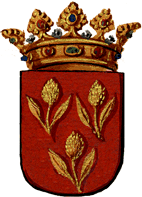
Armas de la Casa de Cardona.

De gules, tres cardos de oro.

## Los Cardona y la Corona
Ninguna familia nobiliaria igualaba a los Cardona por su nobleza en Cataluña, Valencia y Aragón, siendo prueba de ello la concesión a alguno de sus miembros del collar de la Orden del Toisón de Oro por sus servicios a la Corona.
Durante los reinados de Fernando "el Católico" y Carlos I, los Cardona fueron elegidos diversas veces para desempeñar el cargo de virrey en Sicilia y Nápoles, siendo el más destacado de ellos el célebre Ramón Folch de Cardona-Anglesola, capitán general de las armadas españolas de la Liga Santa que combatían en Italia contra Ferrara, Florencia y Luis XII de Francia.
Los actuales Cardona podrían vivir en la comunidad autónoma de Barcelona, Islas Baleares e Islas Canarias

## Títulos de nobleza otorgados originalmente a los Folch de Cardona

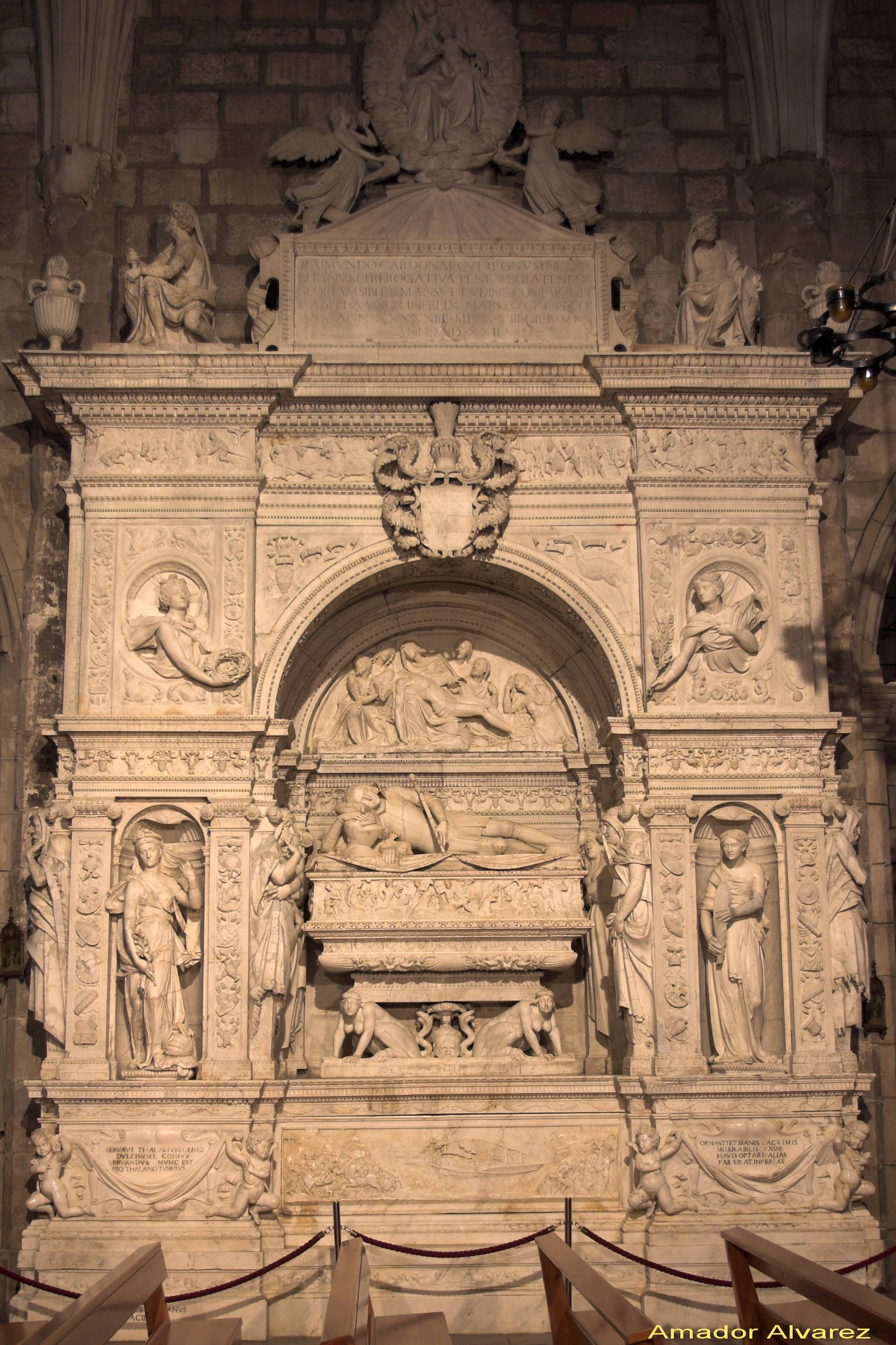
Tumba de Ramón Folch de Cardona-Anglesola, Duque de Soma en la Iglesia Parroquial de San Nicolás de Bellpuig, obra de Giovanni da Nola.

- Ducado de Cardona, creado a favor de Juan Ramón Folch IV de Cardona y Urgel, XXI conde de Pallars Sobirá, en 1482 por los Reyes Católicos;
- Marquesado de Pallars, creado a favor de Juan Ramón Folch IV de Cardona, I duque de Cardona, en 1491 por rey Fernando II de Aragón;
- Ducado de Soma, creado a favor de Ramón Folch de Cardona-Anglesola y Requesens, el 12 de diciembre de 1502 por el rey Fernando II de Aragón;
- Condado de Oliveto, creado a favor de Ramón Folch de Cardona-Anglesola y Requesens, I duque de Soma, el 22 de diciembre de 1515 por el rey Fernando II de Aragón;
- Marquesado de Guadalest, creado a favor de Sancho Folch de Cardona y Ruiz de Lihori, IV barón de Guadalest, el 1 de mayo de 1543 por el rey Carlos I;
- Marquesado de Castelnovo, creado a favor de Alonso Folch de Cardona y Milán de Aragón, el 14 de septiembre de 1668 por el rey Carlos II;
- Marquesado de Belfuerte, creado a favor de Fernando Manuel de Cardona y Córdoba, el 20 de febrero de 1641 por el rey Felipe IV;
- Condado de Cardona, creado a favor de José Folch de Cardona y Eril, el 1 de marzo de 1722 por el Archiduque Carlos de Austria (Carlos III), y confirmado el 28 de octubre de 1727 por el rey Felipe V.